# Madame Satã
João Francisco dos Santos (Glória do Goitá, 25 de febrero de 1900-Río de Janeiro, 11 de abril de 1976), más conocido por el nombre artístico Madame Satã, fue un capoerista y artista brasileño. Ha pasado a la historia como una de las representaciones vivientes de la vida nocturna carioca de la primera mitad del siglo XX.

## Biografía
Nacido en una familia de antiguos esclavos en el estado de Pernambuco junto a diecisiete hermanos, João fue intercambiado por una yegua debido a la pobreza de sus padres a los pocos años de edad. Sus padres de acogida se desplazaron a Recife, y más tarde a Río de Janeiro, donde se establecieron definitivamente. Negro, homosexual y analfabeto, los mejores empleos que pudo conseguir fueron los de cargador y cocinero, y vivió marginado por la sociedad brasileña durante años. Sin embargo, su personalidad extrovertida y carismática le permitió entrar a formar parte del mundo del carnaval de Brasil, y fue allí donde adoptó el nombre por el que sería conocido no mucho después: Madame Satã (Madam Satán), tomado de la película homónima de Cecil B. DeMille en la que una mujer se disfrazaba de femme fatale para reconquistar el corazón de su esposo. João empezó a usar este nombre tras ganar un concurso de transformismo vestido de este personaje, y solía desfilar en los carnavales con este atuendo.
Un hábil practicante de la capoeira, Satã también trabajaba como guardia en los prostíbulos del barrio de Lapa, donde cuidaba de que las prostitutas no fueran víctimas de violaciones o asaltos. Se contaban historias sobre sus enfrentamientos con la policía, siempre dispuesto a defender a sus compañeros del mundo de la bohemia (principalmente negros y homosexuales como él) de abusos e insultos. Satã solía enfrentarse solo y desarmado a cuartetos de policías con porras de madera. En otra ocasión, un Satã bajo los efectos del alcohol combatió en solitario a nada menos que 24 agentes, enviando a siete de ellos al hospital, dos de ellos con brazos rotos y dos con rupturas hepáticas, y obligando al resto a dejarle marcharse por no abrir fuego contra él. Fue preso en varias ocasiones, la primera vez en 1928 por el asesinato de un policía, cumpliendo condenas en Ilha Grande que sumaron en total 27 años de su vida.
Madame Satã murió en abril de 1976 de cáncer de pulmón, poco después de su última salida de prisión, y con una edad muy lejos de la corta esperanza de vida de los marginados como él. Dejando siete hijos adoptivos tras de sí, su leyenda pasó a la historia como un icono revolucionario de los barrios bajos del país, en una época en la que pobres, negros y homosexuales eran considerados dañinos para la sociedad y merecedores del mayor desprecio.

## Película
La historia de João Francisco dos Santos fue contada en la aclamada película Madame Satã (2002), dirigida por Karim Aïnouz. Su personaje fue interpretado por Lázaro Ramos.